# Караффа-Корбут
Караффа-Корбут (пол. Karaffa-Korbut) — литовский/белорусский дворянский род герба Корчак.
Восходит к XVI веку и внесён в VI и I части родословной книги Минской губернии.

## Известные представители
- Караффа-Корбут, Софья Петровна (1924—1996) — украинская художница-график.